# Johann Rudolph Czernin von und zu Chudenitz
Johann Rudolph Joseph Franz de Paula Czernin von und zu Chudenitz (in ceco Jan Rudolf Černín z Chudenic; Vienna, 9 giugno 1757 – Vienna, 23 aprile 1845) è stato un nobile, politico e mecenate boemo.

## Biografia

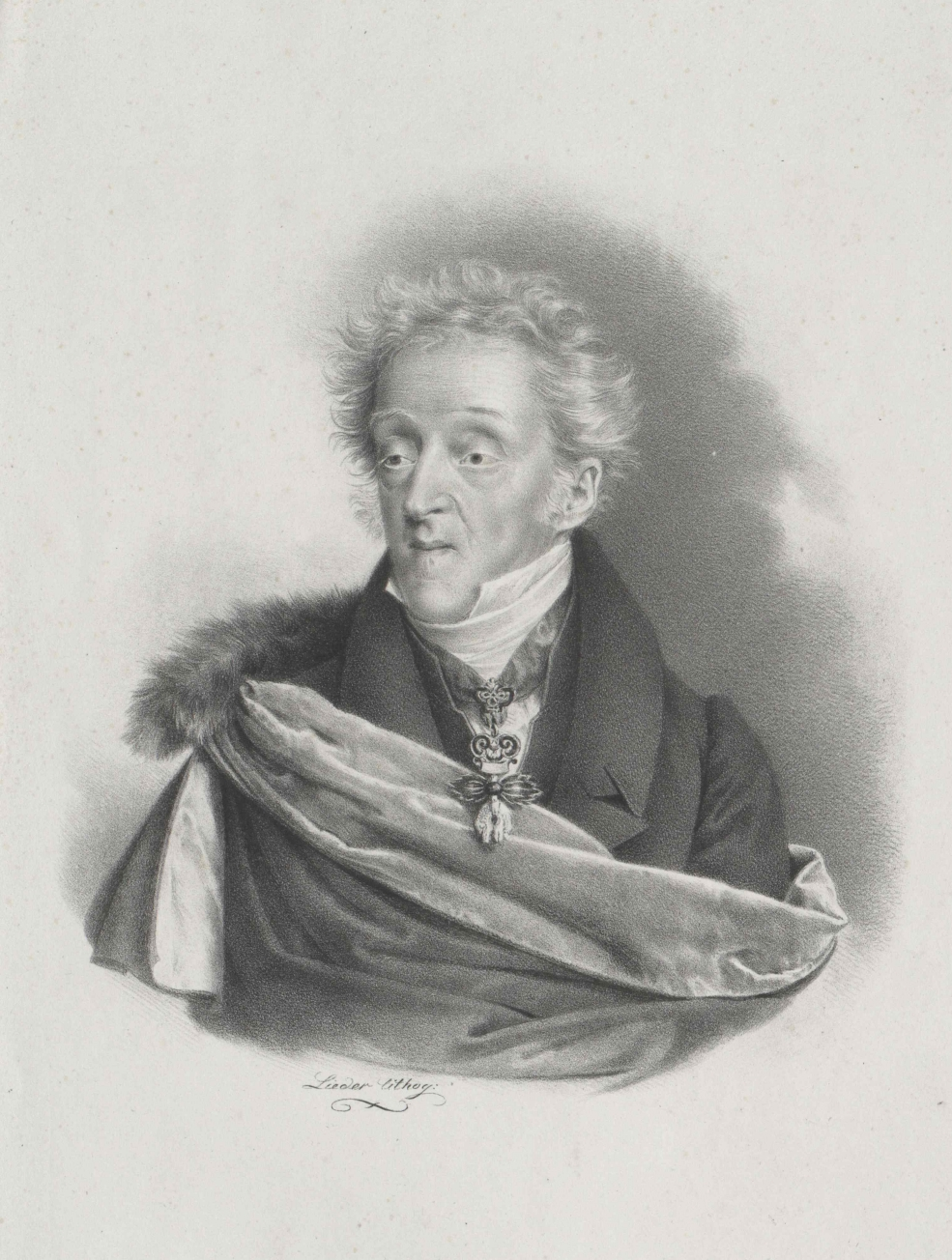
Johann Rudolf Czernin in un'incisione d'epoca

Figlio del conte Prokop Adalbert Czernin von und zu Chudenitz e di sua moglie, la contessa Maria Antonia von Colloredo-Waldsee, Johann Rudolph nacque a Vienna nel 1757. Studiò successivamente a Salisburgo, dove suo zio materno, il conte Hieronymus von Colloredo, era all'epoca vescovo. Il giovane Johann Rudolph e sua sorella ebbero così l'occasione di entrare in contatto con Wolfgang Amadeus Mozart, che aveva quasi la loro stessa età e che scrisse per loro un concerto per pianoforte e violino (K 246) nel 1776; Johann Rudolph era un aspirante violinista ed allievo di Leopold Mozart, padre di Wolfgang. Nel 1778 si interessò a tal punto al mondo della musica da fondare un'orchestra che era solita esibirsi la domenica pomeriggio, per il diletto della famiglia von Lodron, a Salisburgo. Leopold Mozart vi fece suonare la figlia Nannerl.
Nel 1781 il conte Czernin sposò Maria Theresia von Schönborn ed effettuò con lei un viaggio in Italia, Svizzera, Francia, Belgio, Paesi Bassi e Inghilterra, interessandosi particolarmente alla allora nuova moda dei giardini all'inglese. Tornato in patria, replicò nella sua residenza di caccia di Jemčina i giardini all'inglese, creando un sistema di laghetti che sfruttava le acque del torrente Leska. Questa fu una delle sue residenze preferite, dove organizzava battute di caccia in cui riuniva studiosi, scienziati,  pensatori e membri del partito nazionale boemo, una formazione politica che si preoccupava di recuperare l'identità dei cechi e la loro cultura tradizionale della quale Johann fu sempre un fine sostenitore.
Nel 1810 ospitò Johann Wolfgang von Goethe nella sua residenza al castello di Krásný Dvůr presso Karlsbad, luogo dove due anni più tardi accolse il poeta Theodor Körner e dove già avevano soggiornato Franz Alexander von Kleist nel 1791, Josef Dobrovský ed il principe Klemens von Metternich. Il conte di Czernin fu anche un noto collezionista di dipinti e disegni, accumulando ben presto una delle raccolte più importanti dell'intero Impero austriaco. Nel 1813 acquistò uno tra i pezzi più rilevanti della sua collezione, l' Allegoria della Pittura di Johannes Vermeer. Dal 1817 al 1825 František Tkadlík fu pittore di corte della famiglia Czernin e curatore della loro galleria a Vienna.
Nel 1823 Czernin venne nominato presidente dell'Accademia di Belle Arti di Vienna, mantenendo tale incarico sino al 1827. Nel 1823 venne inoltre nominato anche curatore delle collezioni imperiali conservate a corte ed ottenne la direzione del Burgtheater, il vecchio teatro di corte. Fu inoltre socio fondatore della Società dei Musei Patriottici.
Johann Rudolph Czernin morì nel 1845, all'età di 88 anni.

## Matrimonio e figli
Il 15 ottobre 1781 sposò a Vienna la contessa Maria Theresia von Schönborn-Heussenstamm (7.6.1758, Vienna – 23.2.1838, Vienna), poi dama di palazzo, figlia di Eugen von Schönborn-Buchheim-Heussenstamm (17.1.1727, Magonza – 25.7.1801, Vienna) e di sua moglie, Maria Elizabeth von Salm-Salm (4.4.1729, Hoogstraten – 4.3.1775, Schönborn). La coppia ebbe i seguenti figli:
- Gabriela Marie Anna (15 dicembre 1782 – 31 luglio/12 novembre 1787)
- Maria Joseph Franz (11 marzo 1784 – circa 1784)
- Maria Theresia (febbraio 1785 – 23 novembre 1787)
- Christina Elizabeth (gennaio 1786 – circa 1786)
- Eugen I Karl (4 novembre 1796, Vienna – 11 luglio 1868, San Pietroburgo), sposò il 27 maggio 1817 a Vienna la contessa Maria Theresia von Orsini-Rosenberg (25 settembre 1798, Vienna - 18 aprile 1866, Vienna)

## Albero genealogico
|                                                      |                                  |                                                 | Genitori                                                     |  |  | Nonni |  |  | Bisnonni                                   |  |  | Trisnonni                                     |  |
|                                                      |                                  |                                                 |                                                              |  |  |       |  |  | Hermann Jakob Czernin von und zu Chudenitz |  |  | Humprecht Johann Czernin von und zu Chudenitz |  |
|                                                      |                                  |                                                 |                                                              |  |  |       |  |  | Hermann Jakob Czernin von und zu Chudenitz |  |  | Humprecht Johann Czernin von und zu Chudenitz |  |
|                                                      |                                  | Maria Diana Ippoliti di Gazoldo                 |                                                              |  |  |       |  |  | Hermann Jakob Czernin von und zu Chudenitz |  |  |                                               |  |
| Franz Joseph Czernin von und zu Chudenitz            |                                  |                                                 |                                                              |  |  |       |  |  | Hermann Jakob Czernin von und zu Chudenitz |  |  |                                               |  |
|                                                      |                                  | Maria Josefa Slavata z Chlumu a Kosumberka      | Jan Jiri Jáchym Slavata z Chlumu a Kosumberka                |  |  |       |  |  |                                            |  |  |                                               |  |
|                                                      |                                  | Maria Josefa Slavata z Chlumu a Kosumberka      | Jan Jiri Jáchym Slavata z Chlumu a Kosumberka                |  |  |       |  |  |                                            |  |  |                                               |  |
|                                                      |                                  | Maria Josefa Slavata z Chlumu a Kosumberka      | Maria Margareta Trautson                                     |  |  |       |  |  |                                            |  |  |                                               |  |
| Prokop Adalbert Czernin von und zu Chudenitz         |                                  | Maria Josefa Slavata z Chlumu a Kosumberka      |                                                              |  |  |       |  |  |                                            |  |  |                                               |  |
|                                                      |                                  | Jean-Philippe-Eugène de Mérode-Westerloo        | Maximilian de Mérode                                         |  |  |       |  |  |                                            |  |  |                                               |  |
|                                                      |                                  | Jean-Philippe-Eugène de Mérode-Westerloo        | Maximilian de Mérode                                         |  |  |       |  |  |                                            |  |  |                                               |  |
|                                                      |                                  | Jean-Philippe-Eugène de Mérode-Westerloo        | Isabella-Margaretha de Mérode                                |  |  |       |  |  |                                            |  |  |                                               |  |
| Isabella Johanna Maria Catharina de Mérode-Westerloo |                                  | Jean-Philippe-Eugène de Mérode-Westerloo        |                                                              |  |  |       |  |  |                                            |  |  |                                               |  |
|                                                      |                                  | Maria Teresa Pignatelli                         | Nicolò Pignatelli, VIII duca di Monteleone                   |  |  |       |  |  |                                            |  |  |                                               |  |
|                                                      |                                  | Maria Teresa Pignatelli                         | Nicolò Pignatelli, VIII duca di Monteleone                   |  |  |       |  |  |                                            |  |  |                                               |  |
|                                                      |                                  | Maria Teresa Pignatelli                         | Giovanna Pignatelli di Monteleone, IX duchessa di Monteleone |  |  |       |  |  |                                            |  |  |                                               |  |
| Johann Rudolph Czernin von und zu Chudenitz          |                                  | Maria Teresa Pignatelli                         |                                                              |  |  |       |  |  |                                            |  |  |                                               |  |
|                                                      | Hieronymus von Colloredo-Waldsee | Ferdinand von Colloredo-Mels                    |                                                              |  |  |       |  |  |                                            |  |  |                                               |  |
|                                                      | Hieronymus von Colloredo-Waldsee | Ferdinand von Colloredo-Mels                    |                                                              |  |  |       |  |  |                                            |  |  |                                               |  |
|                                                      | Hieronymus von Colloredo-Waldsee | Felicita Rabatta                                |                                                              |  |  |       |  |  |                                            |  |  |                                               |  |
| Rudolph Joseph von Colloredo-Waldsee                 | Hieronymus von Colloredo-Waldsee |                                                 |                                                              |  |  |       |  |  |                                            |  |  |                                               |  |
|                                                      |                                  | Johanna Carolina Kinsky von Wchinitz und Tettau | Wenzel Norbert Oktavian Kinsky von Wchinitz und Tettau       |  |  |       |  |  |                                            |  |  |                                               |  |
|                                                      |                                  | Johanna Carolina Kinsky von Wchinitz und Tettau | Wenzel Norbert Oktavian Kinsky von Wchinitz und Tettau       |  |  |       |  |  |                                            |  |  |                                               |  |
|                                                      |                                  | Johanna Carolina Kinsky von Wchinitz und Tettau | Anna Maria Franziska Barbara von Martinitz                   |  |  |       |  |  |                                            |  |  |                                               |  |
| Maria Antonia von Colloredo-Waldsee                  |                                  | Johanna Carolina Kinsky von Wchinitz und Tettau |                                                              |  |  |       |  |  |                                            |  |  |                                               |  |
|                                                      |                                  | Gundakar Thomas von Starhemberg                 | Konrad Balthasar von Starhemberg                             |  |  |       |  |  |                                            |  |  |                                               |  |
|                                                      |                                  | Gundakar Thomas von Starhemberg                 | Konrad Balthasar von Starhemberg                             |  |  |       |  |  |                                            |  |  |                                               |  |
|                                                      |                                  | Gundakar Thomas von Starhemberg                 | Francesca Caterina Cavriani                                  |  |  |       |  |  |                                            |  |  |                                               |  |
| Marie Gabriele von Starhemberg                       |                                  | Gundakar Thomas von Starhemberg                 |                                                              |  |  |       |  |  |                                            |  |  |                                               |  |
|                                                      |                                  | Maria Josepha Irene Jorger zu Tollet            | Johann Quintin Jorger zu Tollet                              |  |  |       |  |  |                                            |  |  |                                               |  |
|                                                      |                                  | Maria Josepha Irene Jorger zu Tollet            | Johann Quintin Jorger zu Tollet                              |  |  |       |  |  |                                            |  |  |                                               |  |
|                                                      |                                  | Maria Josepha Irene Jorger zu Tollet            | Maria Rosalia von Losenstein                                 |  |  |       |  |  |                                            |  |  |                                               |  |
|                                                      |                                  | Maria Josepha Irene Jorger zu Tollet            |                                                              |  |  |       |  |  |                                            |  |  |                                               |  |